# Zingscheid
Zingscheid is een plaats in de Duitse gemeente Hellenthal, deelstaat Noordrijn-Westfalen, en telt 45 inwoners (2006).